# Elezioni regionali in Basilicata del 1970
Le elezioni regionali in Basilicata del 1970 si tennero il 7-8 giugno.

## Risultati elettorali
| Liste                                                   | Voti    | %     | Seggi |
| ------------------------------------------------------- | ------- | ----- | ----- |
| Democrazia Cristiana (DC)                               | 131.602 | 42,35 | 14    |
| Partito Comunista Italiano (PCI)                        | 74.688  | 24,04 | 7     |
| Partito Socialista Italiano (PSI)                       | 39.464  | 12,70 | 4     |
| Partito Socialista Unitario (PSU)                       | 27.301  | 8,79  | 2     |
| Movimento Sociale Italiano (MSI)                        | 14.984  | 4,82  | 1     |
| Partito Liberale Italiano (PLI)                         | 9.623   | 3,10  | 1     |
| Partito Socialista Italiano di Unità Proletaria (PSIUP) | 7.653   | 2,46  | 1     |
| Partito Repubblicano Italiano (PRI)                     | 5.407   | 1,74  | -     |
| Totale                                                  | 310.722 |       | 30    |

| Riepilogo dei seggi | Riepilogo dei seggi | Riepilogo dei seggi | Riepilogo dei seggi | Riepilogo dei seggi | Riepilogo dei seggi | Riepilogo dei seggi |
| ------------------- | ------------------- | ------------------- | ------------------- | ------------------- | ------------------- | ------------------- |
|                     |                     |                     |                     |                     |                     |                     |
| PCI                 | 7                   | N/A                 |                     | PSIUP               | 1                   | N/A                 |
| PSI                 | 4                   | N/A                 |                     | PSU                 | 2                   | N/A                 |
| DC                  | 14                  | N/A                 |                     | PLI                 | 1                   | N/A                 |
| MSI                 | 1                   | N/A                 |                     |                     |                     |                     |